# Indian Hills (Nuovo Messico)
Indian Hills è un census-designated place (CDP) degli Stati Uniti d'America della contea di Torrance nello Stato del Nuovo Messico. La popolazione era di 892 abitanti al censimento del 2010.

## Geografia fisica
Secondo lo United States Census Bureau, il CDP ha una superficie totale di 14,8 km², dei quali 14,8 km² di territorio e 0 km² di acque interne (0% del totale).

## Società

### Evoluzione demografica
Secondo il censimento del 2010, la popolazione era di 892 abitanti.

### Etnie e minoranze straniere
Secondo il censimento del 2010, la composizione etnica del CDP era formata dal 74,44% di bianchi, l'1,35% di afroamericani, l'1,23% di nativi americani, lo 0,22% di asiatici, lo 0% di oceanici, il 18,16% di altre razze, e il 4,6% di due o più etnie. Ispanici o latinos di qualunque razza erano il 33,3% della popolazione.